# Ринок капіталів
Ринок – це система суспільних відносин між виробниками і споживачами, а також між продавцями і покупцями товарів, послуг та інших матеріальних і нематеріальних цінностей, яка в сучасному цивілізаційному просторі здійснюється у правових формах вільного еквівалентного обміну виробленими благами (послугами) з застосуванням механізмів грошового обігу.
Англомовна назва регулятора фондового ринку (The National Securities and Stock Market Commission) застосовує термінологію "Stock Market" як еквівалент поняття "Фондовий ринок", хоча в міжнародній практиці "Stock Market" частіше визначається як ринок акцій (також наявні англомовні варіанти "Equity Market", "Share Market"), а не всіх цінних паперів. Більш прийнятними є англомовні терміни "Capital Market" (ринок капіталів).  Ринок капіталів  є складовою поняття «фінансові ринки” (Financial Markets) разом з грошовим (Money Market), валютним (Forex Market), товарним (Commodity Market), ринком деривативів (Derivatives Market), криптовалют (Cryptocurrency market) тощо.
Ринок капіталу — це частина фінансового ринку, де формується попит і пропозиція на середньостроковий та довгостроковий позичковий капітал.
Ринок капіталу (фондовий ринок ) – це ринок, де здійснюється емісія, купівля і продаж різних цінних паперів – акцій, інвестиційних сертифікатів, державних і муніципальних облігацій внутрішньої позики, облігацій, казначейських зобов'язань, приватизаційних цінних паперів, ощадних сертифікатів, державних і компенсаційних сертифікатів, облігацій зовнішньої позики, векселів, іпотечних цінних паперів тощо.
Правовою основою ринку капіталів в Україні є новий системний Закон України «Про ринки капіталу та організовані товарні ринки”, в ст. 4 якого подані такі дефініції: 
"Ринки капіталу - це фондовий ринок, ринок деривативних фінансових інструментів та грошовий ринок.
Фондовий ринок (ринок цінних паперів) - це сукупність учасників фондового ринку та правовідносин між ними щодо емісії (видачі), обігу, виконання зобов’язань, викупу та обліку цінних паперів (у тому числі деривативних цінних паперів).
Ринок деривативних фінансових інструментів - це сукупність учасників ринку деривативних фінансових інструментів та правовідносин між ними, що виникають під час емісії деривативних цінних паперів, укладення деривативних контрактів, вчинення та виконання правочинів щодо деривативних цінних паперів, укладення та виконання договорів про заміну сторони деривативних контрактів, виконання зобов’язань за деривативними фінансовими інструментами.
Грошовий ринок - це сукупність учасників грошового ринку та правовідносин між ними, що виникають під час вчинення правочинів щодо інструментів грошового ринку та валютних цінностей". 

## Загальна характеристика
Ринок капіталів виконує такі функції:
- По-перше, об'єднує дрібні розрізнені грошові заощадження населення, державних підрозділів, приватного бізнесу, зарубіжних інвесторів і створює великі грошові фонди.
- По-друге, трансформує грошові кошти в позичковий капітал, що забезпечує зовнішні джерела фінансування матеріального виробництва національної економіки.
- По-третє, надає позики державним органам і населенню для вирішення таких важливих завдань, як покриття бюджетного дефіциту, фінансування частини житлового будівництва тощо.

Кредитний ринок дозволяє здійснити накопичення, рух, розподіл і перерозподіл позичкового капіталу між сферами економіки. Кредитний ринок — це механізм, за допомогою якого встановлюються взаємозв'язки між підприємствами і громадянами, що потребують грошових коштів, та організаціями і громадянами, що можуть їх надати (позичити) на певних умовах. У той же час кредитний ринок — це синтез ринків різних платіжних засобів. У країнах з розвиненою ринковою економікою кредитні угоди опосередковуються, по-перше, кредитними інститутами (комерційними банками або іншими установами), які беруть у борг і надають позички, і, по-друге, інвестиційними або аналогічними організаціями, які забезпечують випуск і рух різних боргових зобов'язань, що реалізуються на особливому ринку цінних паперів.
Функціонування ринку капіталу дозволяє підприємствам вирішувати проблеми як формування інвестиційних ресурсів для реалізації реальних інвестиційних проєктів, так і ефективного фінансового інвестування (здійснення довгострокових фінансових вкладень). Фінансові активи, що обертаються на ринку капіталу, як правило, менш ліквідні; для них характерний найбільший рівень фінансового ризику і відповідно більш високий рівень дохідності.
Слід відмітити, що такий традиційний поділ фінансових ринків на ринок грошей і ринок капіталів у сучасних умовах їх функціонування носить дещо умовний характер. Ця умовність визначається тим, що сучасні ринкові фінансові технології та умови емітування багатьох фінансових інструментів передбачають відносно простий і швидкий спосіб трансформації окремих короткострокових фінансових активів у довгострокові та навпаки.
Характеризуючи окремі види фінансових ринків за обома вищерозглянутими ознаками, слід відмітити, що ці види ринків тісно взаємопов'язані і функціонують в одному ринковому просторі. Так, всі види ринків, які обслуговують обіг різних за спрямованістю фінансових активів (інструментів, послуг), є одночасно складовою частиною як ринку грошей, так і ринку капіталів.

## Ринок капіталів та інвестиційний ринок
Часто термін «ринок капіталів» використовується замість більш широкого поняття - «інвестиційний ринок».
Інвестиційний ринок (Investment market) - ринок, на якому об'єктами купівлі-продажу виступають різноманітні інвестиційні товари (в тому числі, наприклад, золото) та інструменти, а також інвестиційні послуги, що забезпечують процес реального і фінансового інвестування.

## Форми обороту грошових коштів
Форми обороту грошових коштів (фінансових ресурсів) на ринку капіталів:
- банківська позика
- акції
- облігації
- фінансові деривативи
- комерційні папери